# Gibberula cucullata
Gibberula cucullata је пуж из реда Neogastropoda.

## Угроженост
Подаци о распрострањености ове врсте су недовољни.

## Распрострањење
Ареал врсте је ограничен на Сао Томе и Принсипе.